# El món és boig, boig, boig
El món és boig, boig, boig (títol original en anglès It's a Mad, Mad, Mad, Mad World) és una pel·lícula estatunidenca dirigida per Stanley Kramer i estrenada l'any 1963. Ha estat doblada al català.

## Comentaris[calcitació]
Aparatosa i molt entretinguda road comedy, que té com a base essencial rememorar l'univers visual de la gran comèdia muda de Hollywood, subratllant les seves persecucions i destruccions massives. Amb apunts provinents del món del cartoon, aquesta pel·lícula presenta gags realment memorables al costat d'altres una mica insípids, en un conjunt significat pel constant i frenètic slapstick.
Cal destacar el seu extens i magnífic repartiment, amb un bon nombre de famosos comediants nord-americans (fins i tot Jerry Lewis i el gran Buster Keaton fan un cameo) per a una pel·lícula ben narrada per Stanley Kramer, un bon director que sap alternar amb encertat ritme els diferents personatges i situacions que van apareixent al llarg de l'avariciosa cursa, que culmina amb un espectacular clímax.

## Repartiment
- Spencer Tracy: el capità Culpepper TG, departament de Policia de Santa Rosita
- Milton Berle: propietari de la companyia J. Russell Finch d'algues comestibles
- Sid Caesar: dentista Melville Crump
- Edie Adams: l'esposa de Crump, Monica
- Ethel Merman: la senyora Marcus, la sogra de J. Russell Finch, mare de Emmeline i Silvestre
- Jonathan Winters: camioner Lennie Pike
- Mickey Rooney: l'escriptor de comèdia Bell Dingy
- Buddy Hackett: l'escriptor de comèdia Benjamí Benjy
- Phil Silvers: la pianista Otto Meyer
- Dorothy Provine: Emmeline Marcus-Finch, esposa de J. Russell Finch
- Dick Shawn: Sylvester Marcus, un socorrista, fill de la senyora de Marcus, el germà d'Emmeline
- Terry-Thomas: el tinent coronel J. Algernon Hawthorne

## Galeria
- Spencer Tracy